# Labinsk
Labinsk (rusky Лабинск) je město v Krasnodarském kraji v Ruské federaci. Při sčítání lidu v roce 2010 měl bezmála třiašedesát tisíc obyvatel.

## Poloha
Labinsk leží na pravém, východním břehu Laby, přítoku Kubáně. Od Krasnodaru, správního střediska kraje, je vzdálen přibližně 180 kilometrů východně. Nejbližší jiné město je Kurganinsk přibližně třicet kilometrů severně od Labinsku.

## Dějiny
Labinsk byl založen v roce 1841 v rámci Kavkazské války jako kozácká stanice Labinskaja.
Za druhé světové války byla Labinskaja od srpna 1942 do ledna 1943 obsazena německou armádou; Rudá armáda ji dobyla zpět v rámci bitvy o Kavkaz.
V roce 1947 se Labinskaja stává městem a je přejmenována na Labinsk.

### Rodáci
- Pavel Timofejevič Gorgulov (1895–1932), atentátník
- Rudolf Borisovič Baršaj (1924–2010), dirigent
- Alexandr Sergejevič Bucharov (*1975), herec
- Pjotr Muchamedovič Chamukov (*1991), boxer